# Grand Nancy Thermal
Grand Nancy Thermal, anciennement Nancy Thermal, est un complexe aquatique, composé d'un centre thermal, d'un centre aqua ludique et sportif, d'un espace bien être et d'une résidence hôtelière situé dans le quartier Haussonville-Blandan-Donop à Nancy. Par extension, le terme désigne aussi le quartier adjacent. Le site est inscrit sur l'inventaire supplémentaire des monuments historiques depuis 2020. Il a  été rouvert au public au printemps 2023 après plusieurs années de travaux.

## Situation
Au sein du territoire de la ville de Nancy, le site se place à sa périphérie sud-ouest, non loin de la commune de Villers-lès-Nancy et du campus Artem. Le complexe thermal est situé dans un espace délimité par le parc Sainte-Marie à l'est, la rue du Sergent-Blandan et le bâtiment du siège du conseil départemental de Meurthe et Moselle à l'ouest, la cité scolaire Frédéric-Chopin au nord et l'avenue du Maréchal-Juin au sud.

## Piscines
Actuellement, il existe trois piscines dans ce complexe :
- la piscine olympique ; comprenant un bassin sportif de 50 × 18 mètres. Sa profondeur varie de 1 à 2,40 mètres[3] ;
- la piscine ronde ;
- la piscine découverte Louison Bobet.

Les deux premières datent du début du XXe siècle.

## Histoire
Le nom de Nancy-Thermal vient de la découverte d'une source thermale par l'architecte Louis Lanternier qui réalisa des forages en 1908. La source portera son nom. Elle fut inaugurée lors de l'Exposition internationale de l'Est de la France qui se déroula dans le quartier en 1909.
En 1913 sont inaugurés l'établissement ainsi que la piscine, qui s'avère être la plus grande piscine en eau thermale du monde.
L'eau de la source jaillit à 36 °C et permet, grâce à un débit de 1 500 l/min de traiter les affections arthritiques dans des baignoires, mais aussi dans une piscine de 50 × 18 m. Bien que naturellement chaude, l'eau issue du forage n'était plus utilisée pour alimenter les bassins depuis 2006, en raison de la baisse de rendement du forage, à l'exception de la piscine ronde. Depuis lors, un nouveau forage dénommé F4 permet d'alimenter les 17 bassins du site en eau de la source.
En 2010, la communauté urbaine du Grand Nancy montre à nouveau de l'intérêt pour cette ressource thermale et désire en faire un vrai pôle thermal à l'image d'Amnéville son homologue de Moselle.
Ce projet s'est concrétisé en octobre 2011 puisque, depuis lors, ce dernier forage (débuté en 2010) alimente à nouveau les piscines du site ; l'opération s'inscrivant dans une logique durable et permettant une économie en ressources énergétiques.
Un dossier a été monté en 2019 en vue de son inscription au titre des monuments historiques portant sur le bâtiment des thermes (le hall principal, la piscine ronde, le pavillon de la source et la galerie nord ainsi que la galerie Est pour ses façades) et sa grande piscine d’eau thermale couverte, l'ensemble est inscrit à la nomenclature des monuments historiques le 3 novembre 2020,.
Le 9 juillet 2021, le tribunal administratif de Nancy résilie le contrat de concession, conclu entre la Métropole du Grand Nancy et la société Grand Nancy Thermal Développement, composée du groupe de thermalisme Valvital et de Bouygues Bâtiment Nord Est, pour défaut dans la sélection du candidat à l'attribution de la délégation de service public. Cependant, cette résiliation n'aura aucun impact sur la construction du complexe, la justice ayant décidé que cette dernière prendra effet une fois la construction achevée ou au plus tard en décembre 2022. La Métropole du Grand Nancy a fait appel de la décision.
En octobre 2021, le chantier se poursuit et des visites sont organisées.
Le 15 juin 2022, la Cour Administrative d'Appel de Nancy a homologué un Protocole de médiation  entre les parties,  annulant ainsi le jugement du tribunal administratif, et maintenant le Contrat de délégation de service public avec plusieurs adaptations.
La société Valvital assure l'exploitation et la gestion des installations de Grand Nancy Thermal dont la mise en service est réalisée au printemps 2023.
Après des péripéties à la mise en marche du complexe (contaminations bactériologiques relevées par l'Agence régionale de santé ayant décalé de deux mois l'ouverture à juillet 2023 et non-conformités en août 2023), l'ensemble du complexe thermal est opérationnel et les cures thermales ont connu une première saison satisfaisante.

## Galerie de photographies

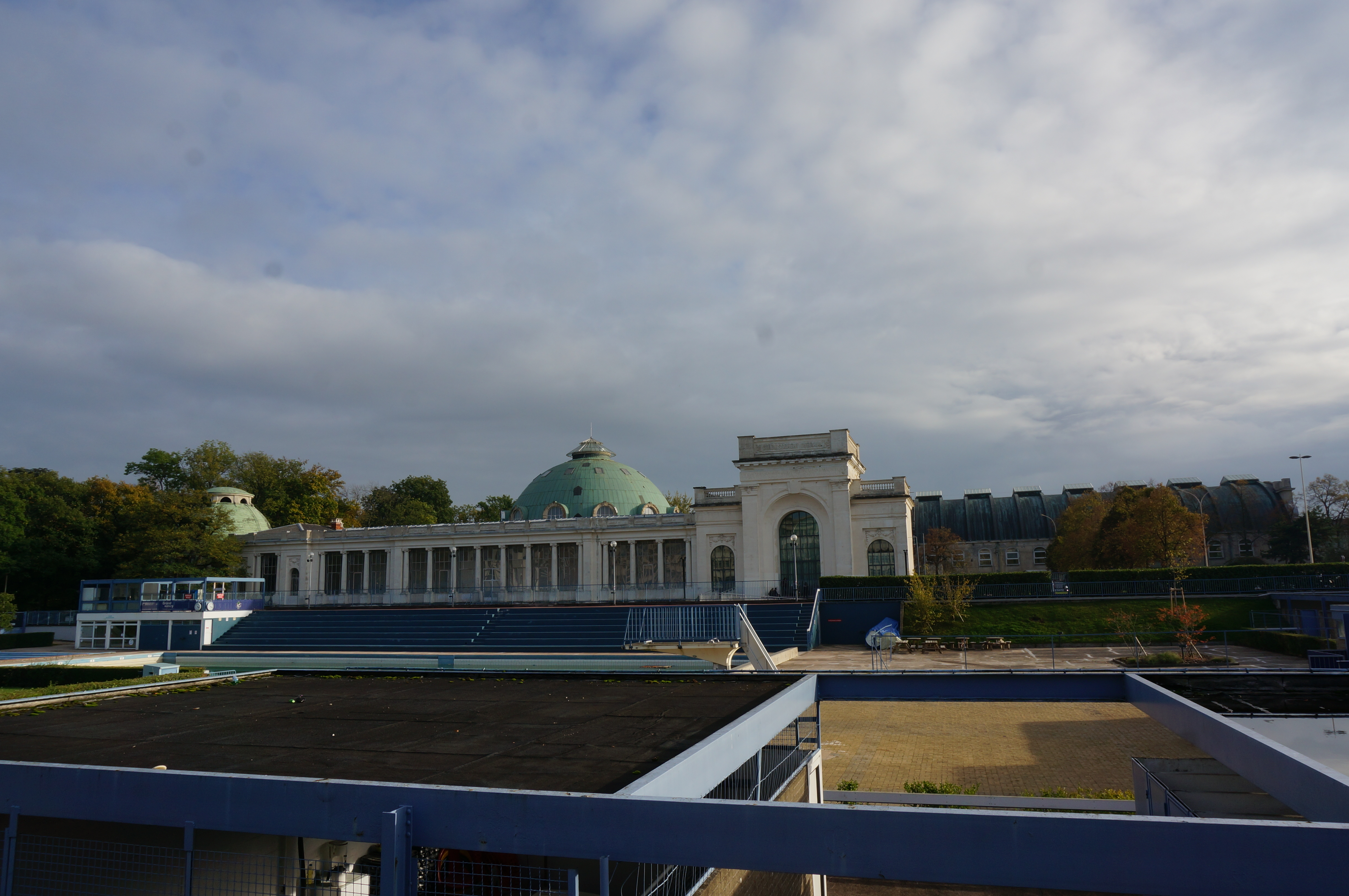
La piscine découverte (en avant) et la piscine ronde (en arrière-plan).
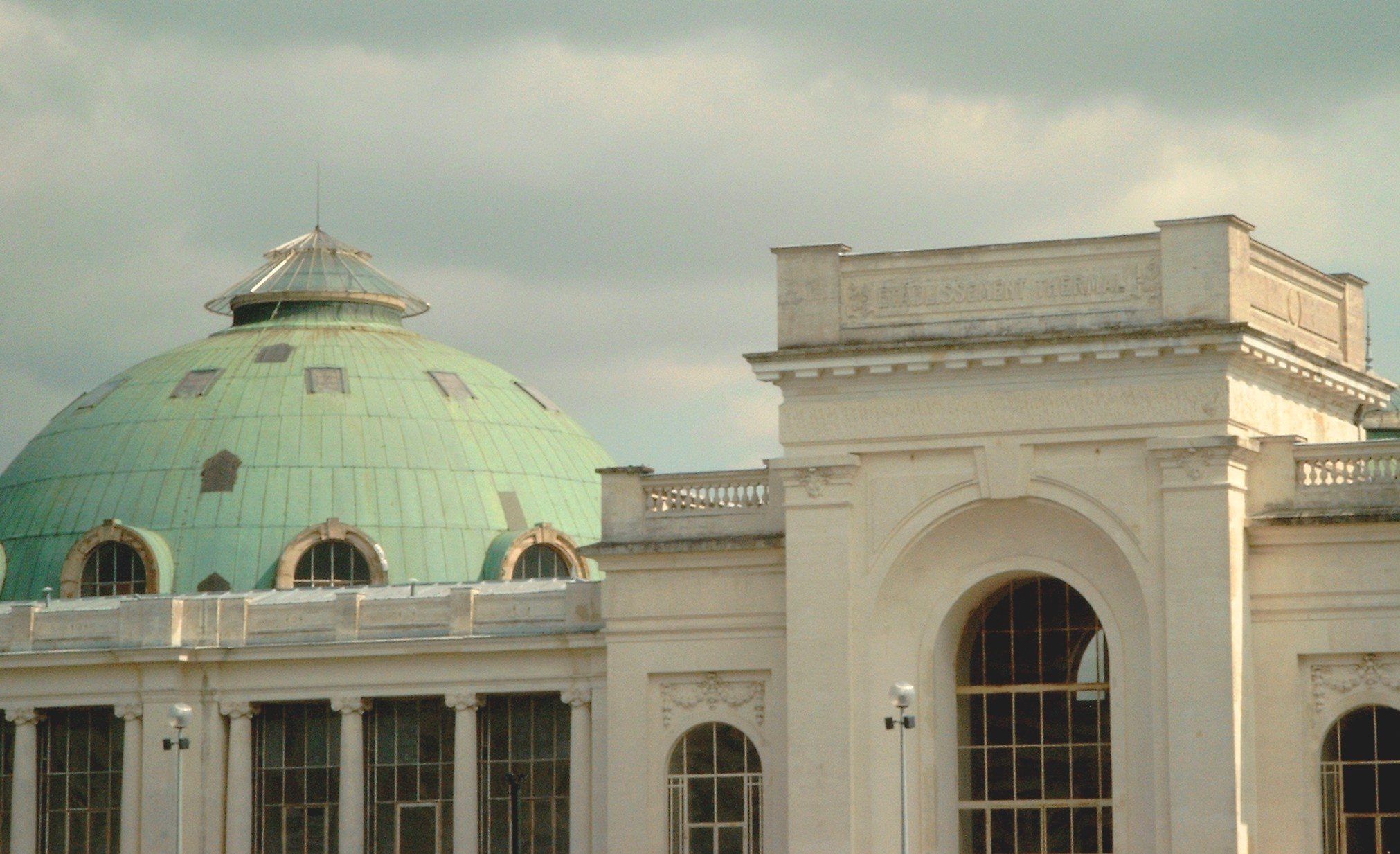
La piscine ronde.
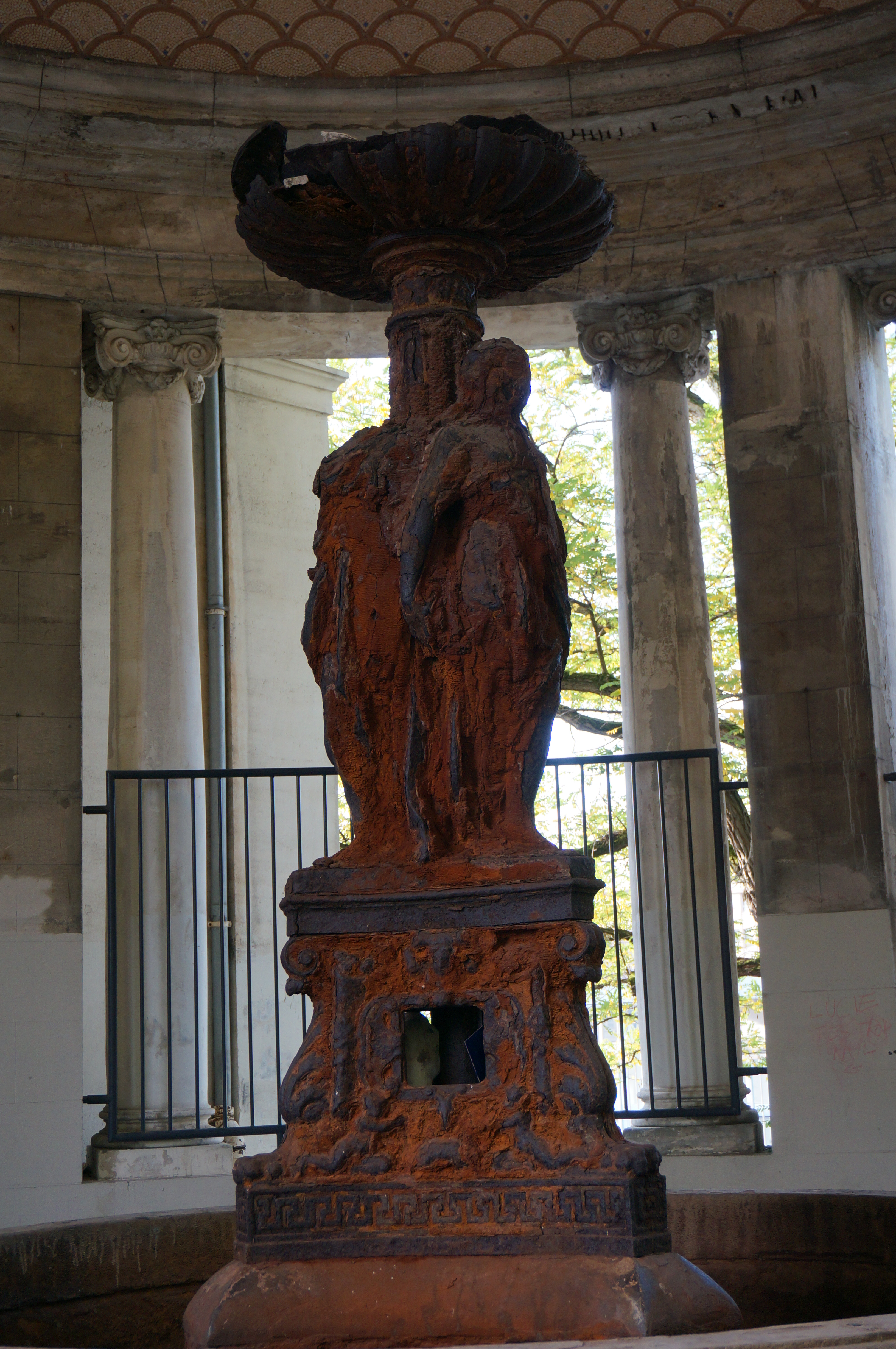
Une statue de fontaine.
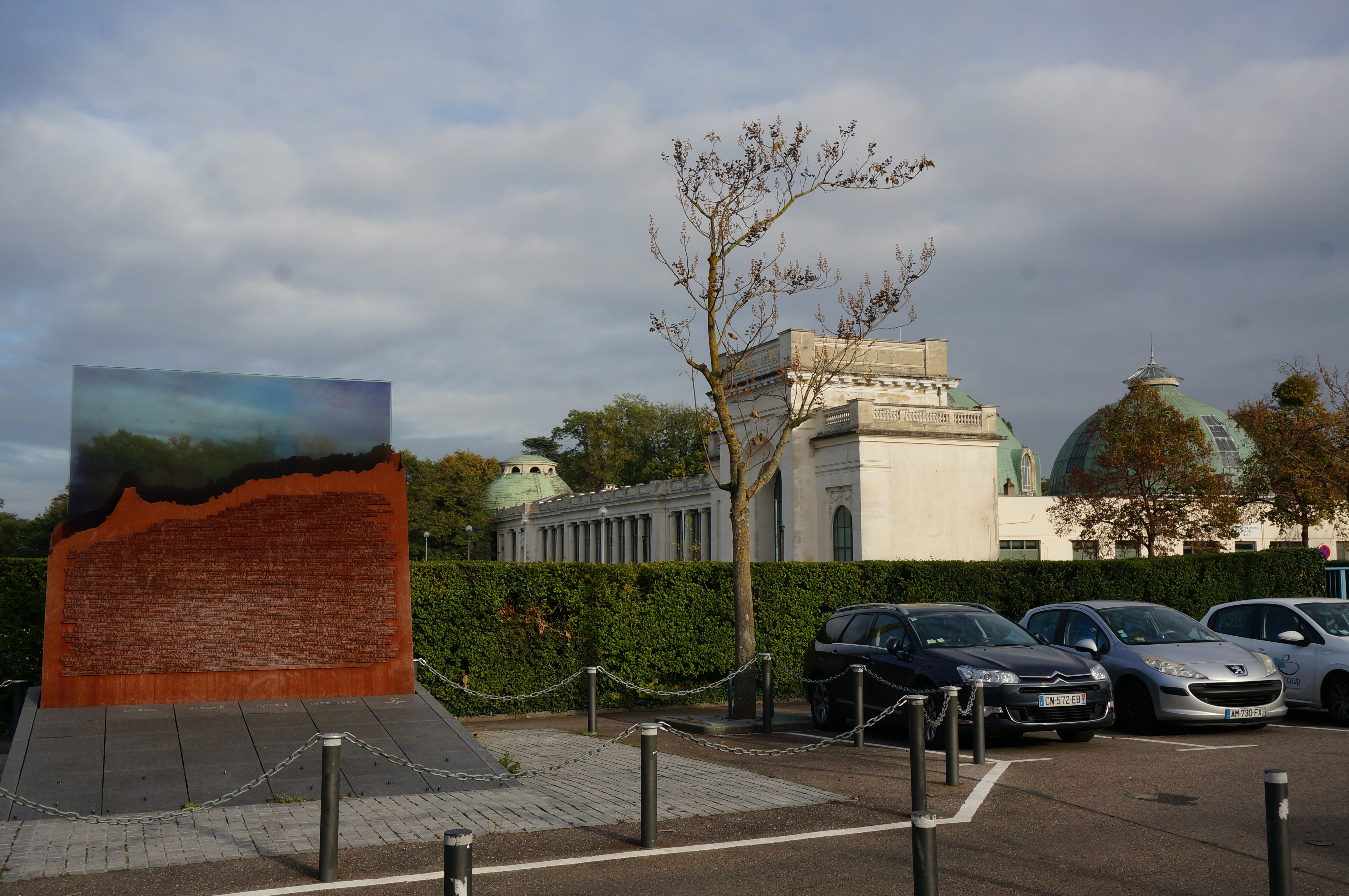
Le monument à l'AFN depuis la rue Blandan.
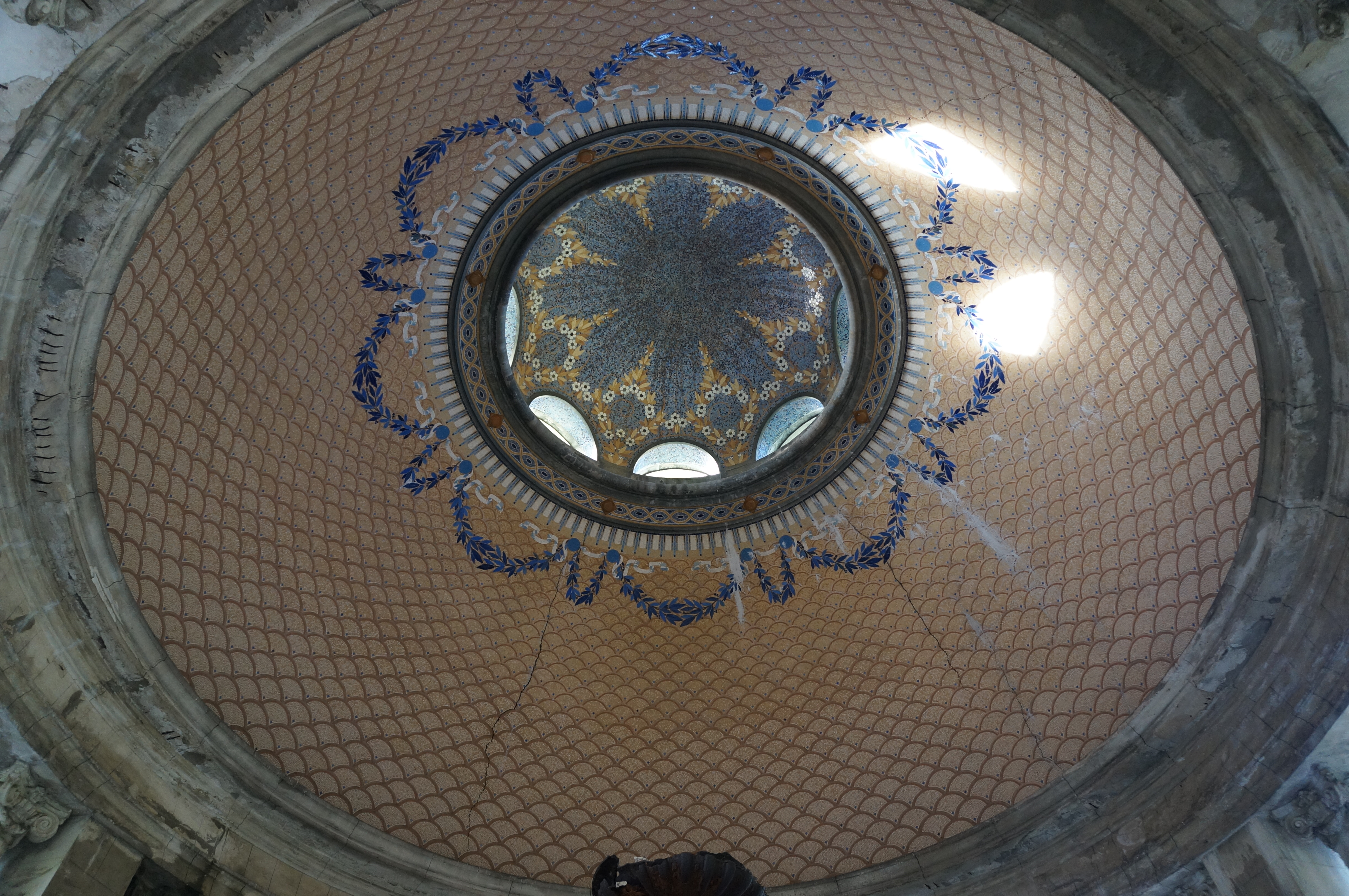
Plafond d'une coupole.
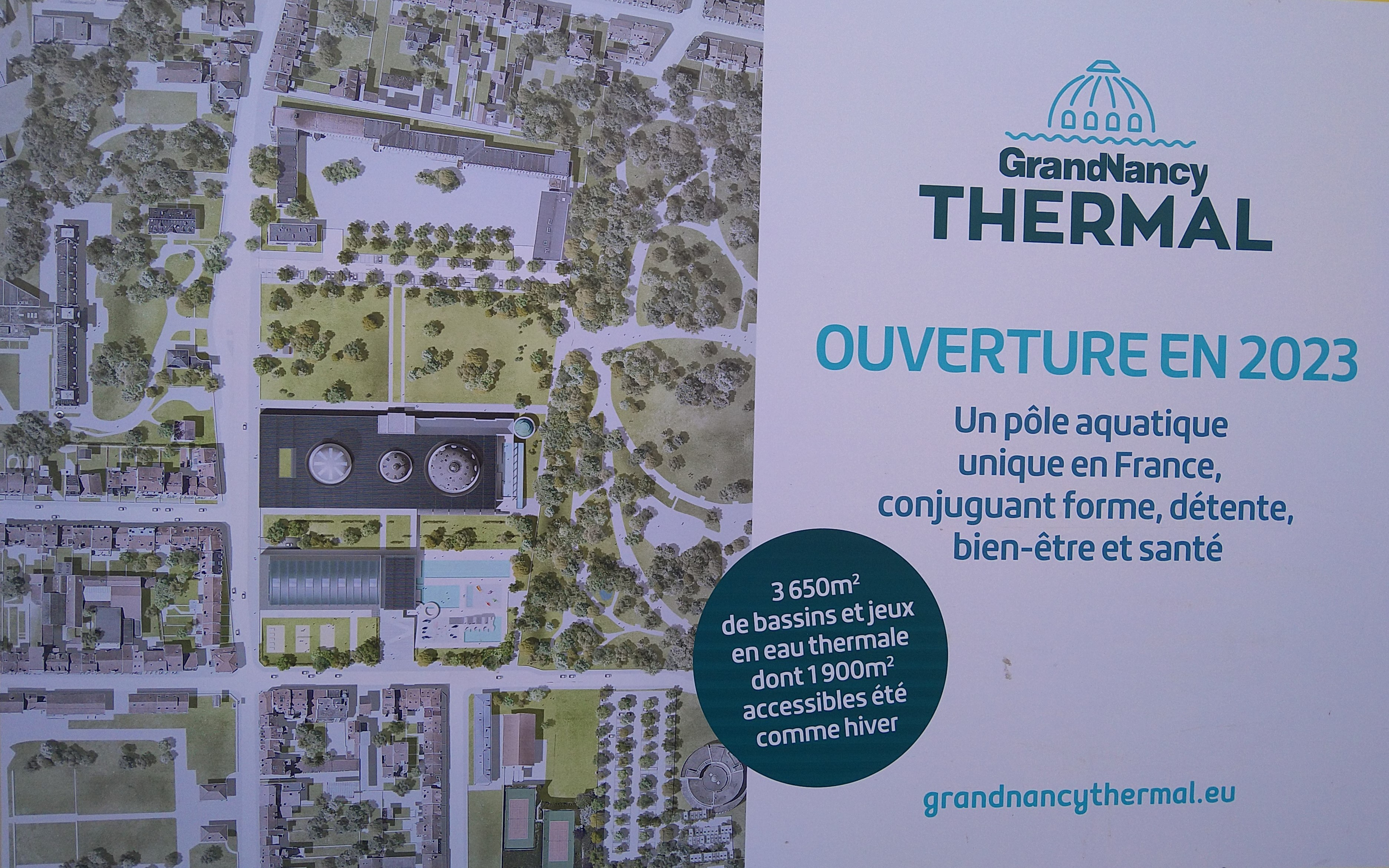
Projet Grand Nancy Thermal.
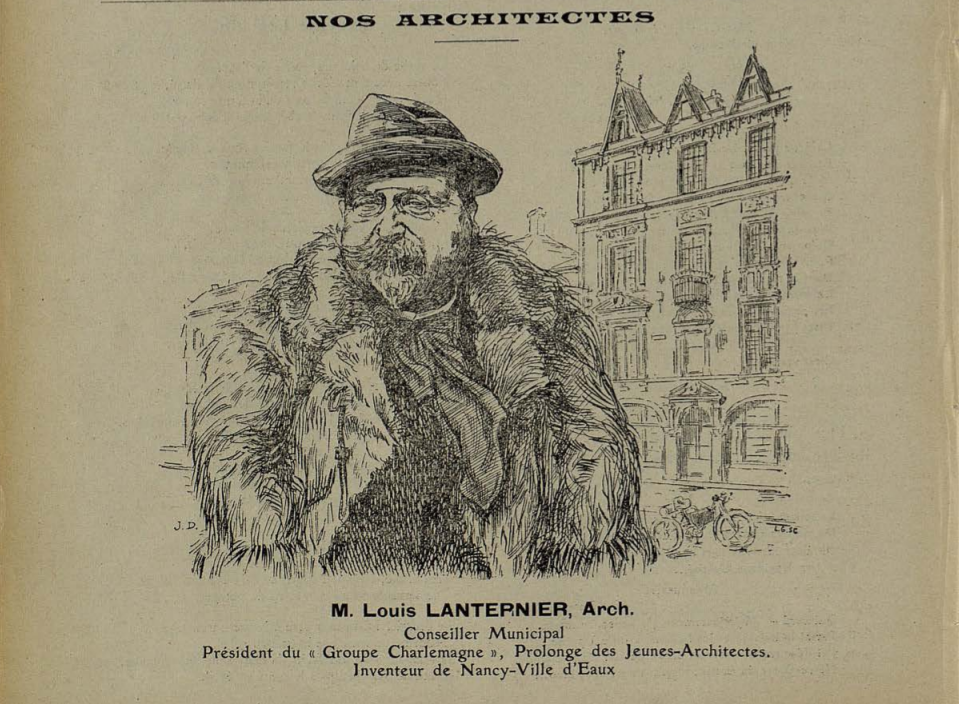
Caricature de Louis Lanternier, inventeur de Nancy-Ville d'eaux[17].
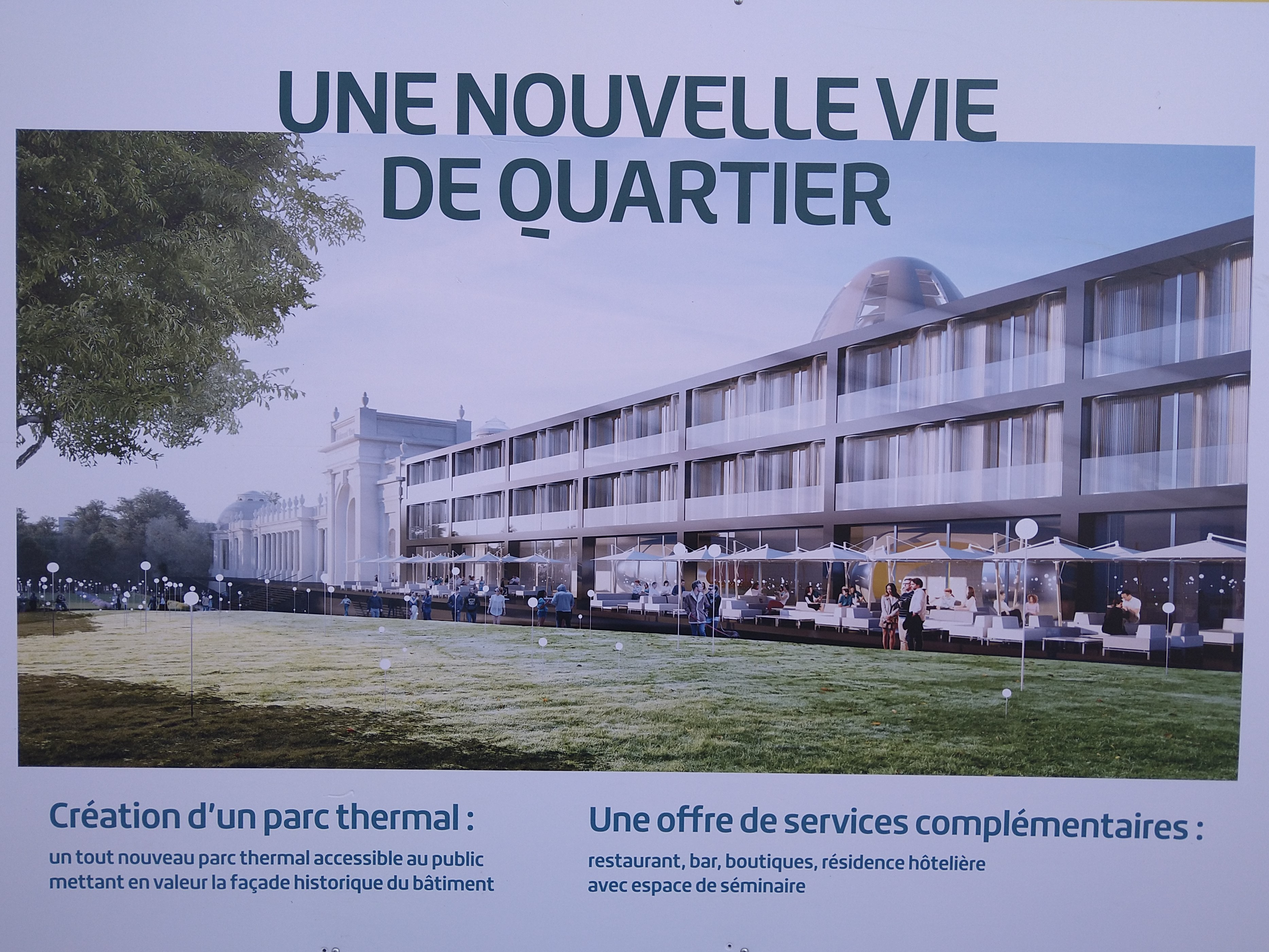
Création d'un parc thermal.